# اچ‌ام‌اس پورتلند (۱۶۵۳)
اچ‌ام‌اس پورتلند (۱۶۵۳) (به انگلیسی: HMS Portland (1653)) یک کشتی بود که طول آن ۱۰۵ فوت (۳۲٫۰ متر) بود.